# باتیفولو
باتیفولو (به ایتالیایی: Battifollo) یک کومونه در ایتالیا است که در استان کونیو واقع شده‌است.

## خصوصیات
باتیفولو ۱۱٫۱ کیلومترمربع مساحت و ۲۵۲ نفر جمعیت دارد.